# John Wesley (színművész)
John Wesley (Lake Charles, Louisiana, 1947. augusztus 3. – Los Angeles, Kalifornia, 2019. szeptember 7.) amerikai színész.

## Filmjei

### Mozifilmek
- Akasszátok őket magasra (Hang 'Em High) (1968)
- Ütközetben eltűnt 2. – A kezdet (Missing in Action 2 – The Beginning) (1985)
- Ingerlő idomok (Perfect) (1985)
- Magánháború (Let's Get Harry) (1986)
- Call girl ötszázért (Nuts) (1987)
- Költözés (Moving) (1988)
- Hasfelmetsző visszatért (Jack’s Back) (1988)
- Hidegre teszlek (Out Cold) (1989)
- Eszelős szívatás (Nothing But Trouble) (1991)
- Csupasz ideg (Raw Nerve) (1991)
- Állj, vagy lő a mamám! (Stop! Or My Mom Will Shoot) (1992)
- Most jövök a falvédőről (Born Yesterday) (1993)
- Kis gézengúzok (The Little Rascals) (1994)
- Gerjedek a vonalaidra (I Got the Hook Up) (1998)
- Srácok (The Wood) (1999)
- A nap, amely megrengette a világot (9/11: The Twin Towers) (2006)
- A delfin nyomában (Beneath the Blue) (2010)
- Holly Day (2018)

### Tv-filmek
- Quarterback Princess (1983)
- A szerelem tovább él (Love Lives On) (1985)
- Kemény szeretet (Toughlove) (1985)
- A szamaritánus: Mitch Snyder története (Samaritan: The Mitch Snyder Story) (1986)
- Időutazók (Timestalkers) (1987)
- A fény felé (Go Toward the Light) (1988)
- Komputer teniszcipőben (The Computer Wore Tennis Shoes) (1995)
- A kolónia (The Colony) (1995)
- A második polgárháború (The Second Civil War) (1997)
- Hétköznapi hős (Always Outnumbered) (1998)

### Tv-sorozatok
- Knight Rider (1983, egy epizódban)
- The Jeffersons (1983, egy epizódban)
- Street Hawk (1985, egy epizódban)
- Út a mennyországba (Highway to Heaven) (1985, egy epizódban)
- Külvárosi körzet (Hill Street Blues) (1986, két epizódban)
- Stingray (1987, egy epizódban)
- Matlock (1987, egy epizódban)
- Egy rém rendes család (Married… with Children) (1987, egy epizódban)
- Piszkos tánc (Dirty Dancing) (1988–1989, 11 epizódban)
- Az éjszaka árnyai (In the Heat of the Night) (1990–1993, három epizódban)
- Kaliforniába jöttem (The Fresh Prince of Bel-Air) (1991, egy epizódban)
- Kaliforniai álom (California Dreams) (1992, egy epizódban)
- Baywatch (1992, egy epizódban)
- Hangin' with Mr. Cooper (1993, két epizódban)
- Superhuman Samurai Syber-Squad (1994–1995, 53 epizódban)
- Melrose Place (1997, egy epizódban)
- JAG – Becsületbeli ügyek (JAG) (1998, egy epizódban)
- A harc törvénye (Martial Law) (1998, egy epizódban)
- Frasier – A dumagép (Frasier) (2002, egy epizódban)
- Ügyvédek (The Practice) (2002, egy epizódban)
- Rejtélyes vírusok nyomában (Medical Investigation) (2004, egy epizódban)
- Döglött akták (Cold Case) (2005, egy epizódban)
- A médium (Medium) (2005, három epizódban)
- Szívek doktora (Hart of Dixie) (2012, egy epizódban)